# Petra Kammerevert

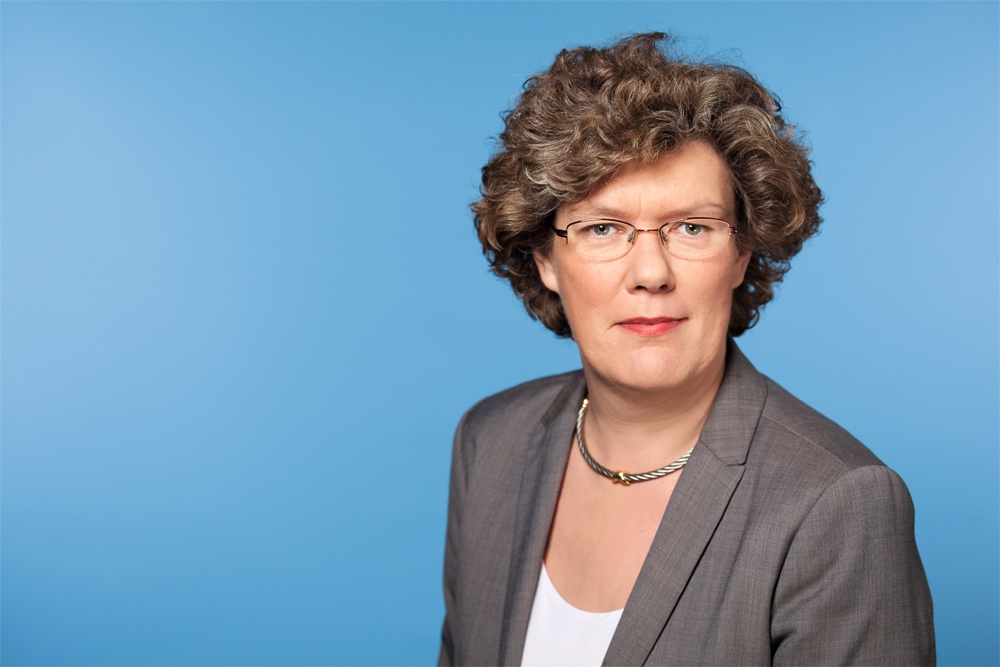
Petra Kammerevert (2014)

Petra Kammerevert [ʹkamɐʔeːvɐt] (* 1. Juni 1966 in Duisburg) ist eine deutsche Politikerin (SPD). Sie war vom 14. Juli 2009 bis 16. Juli 2024 Mitglied des Europäischen Parlaments und Mitglied der Fraktion Progressive Allianz der Sozialdemokraten im Europäischen Parlament. Vom 23. Januar 2017 bis zum 30. Juni 2019 war sie die Vorsitzende des Ausschusses für Kultur und Bildung.

## Leben, Studium und Beruf
Nach ihrem Abitur 1985 am Städtischen Lessing-Gymnasium in Düsseldorf studierte Kammerevert Soziologie und Politikwissenschaften an der Universität Duisburg, das sie als Diplom-Sozialwissenschaftlerin abschloss. Von 1992 bis 2002 arbeitete sie als wissenschaftliche Mitarbeiterin einer Europaabgeordneten zuerst eineinhalb Jahre in Brüssel und anschließend in Düsseldorf. Von 2002 bis 2009 war sie Referentin in der ARD-Programmdirektion und leitete die Geschäftsstelle des ARD-Programmbeirats.
Kammerevert lebt in Düsseldorf und ist verheiratet.

## Politischer Werdegang
Kammerevert trat 1984 in die SPD ein und engagierte sich zunächst verstärkt als Mitglied im Vorstand der Jusos im Bezirk Niederrhein (1987–1990). 1992 trat Kammerevert den Vorsitz der Jusos Düsseldorf an, den sie bis 1995 innehatte. Sie gehört seit 1997 dem Unterbezirksvorstand der SPD Düsseldorf an. Von 1999 bis 2009 war sie Mitglied im Rat der Stadt Düsseldorf. Von 2004 bis 2012 was sie außerdem Mitglied im Vorstand der SPD Region Niederrhein, seit 2012 ist sie Landesvorstandsmitglied der SPD NRW. Zudem ist sie Präsidiumsmitglied der Medienkommission des SPD-Parteivorstandes.

### Mitglied des Europäischen Parlaments
Bei der Europawahl 2009 wurde sie erstmals als SPD-Abgeordnete in das Europäische Parlament gewählt. Bei den Europawahlen 2014 und 2019 schaffte sie erneut den Einzug. Ihr regionaler Betreuungsbereich umfasste die Städte Düsseldorf, Krefeld, Mönchengladbach, Remscheid, Solingen, Wuppertal, Leverkusen, Köln, Bonn, den Rhein-Kreis Neuss, den Kreis Mettmann, den Rhein-Sieg-Kreis, den Rheinisch-Bergischen Kreis und den Oberbergischen Kreis. Für die Europawahl 2024 verzichtete sie auf eine erneute Kandidatur.
Zu ihren Aufgaben und Zuständigkeiten im Europäischen Parlament gehörte ihre Mitgliedschaft im Ausschuss für Kultur und Bildung, dessen Vorsitzende sie zwischen 2017 und 2019 war. Weiterhin war sie Mitglied der Delegation für den Parlamentarischen Stabilitäts- und Assoziationsausschuss EU-Montenegro und stellvertretendes Mitglied in dem Ausschuss für Binnenmarkt und Verbraucherschutz.

## Mitgliedschaften
Kammerevert ist Mitglied der Europa-Union Parlamentariergruppe im Europäischen Parlament.
Zudem ist sie Fan und Mitglied bei Fortuna Düsseldorf und der Düsseldorfer EG.

## Ehrenamt
Seit Dezember 2009 ist Kammerevert Mitglied des WDR-Rundfunkrats und dort seit Oktober 2010 Vorsitzende des Programmausschusses. Ferner ist sie Mitglied in der Medienkommission beim Parteivorstand der Bundes-SPD und dort im Präsidium tätig.